# Tichvinskij rajon
Lo Tichvinskij rajon (in russo Тихвинский район?) è un rajon dell'Oblast' di Leningrado, nella Russia europea occidentale; il capoluogo è la città di Tichvin.